# Hechtia
Sous-famille
Genre
Synonymes
- Bakeria André (1889) nom. illég.
- Bakerantha L.B.Sm. (1934)
- Niveophyllum Matuda (1965)

Hechtia est un genre de plantes de la famille des Bromeliaceae, dont les espèces se rencontrent en Amérique depuis le Texas jusqu'au Nicaragua.

## Taxonomie
Il porte le nom de Julius Gottfried Conrad Hecht, conseiller du roi de Prusse.

## Description
À part H. gayorum, toutes les espèces de ce genre sont dioïques.

## Liste d'espèces
Selon ITIS :
- Hechtia glomerata Zucc.
- Hechtia texensis S. Wats.

### Espèces
- Hechtia argentea Baker
- Hechtia caerulea (Matuda) L.B. Smith
- Hechtia capituligera Mez
- Hechtia carlsoniae Burt-Utley & J. Utley
- Hechtia caudata L.B. Smith
- Hechtia confusa L.B. Smith
- Hechtia conzattiana L.B. Smith
- Hechtia dichroantha Donnell Smith
- Hechtia elliptica L.B. Smith
- Hechtia epigyna Harms
- Hechtia fosteriana L.B. Smith
- Hechtia fragilis Burt-Utley & J. Utley
- Hechtia galeottii Mez
- Hechtia gayorum L.W. Lenz
- Hechtia glabra Brandegee
- Hechtia glauca Burt-Utley & J. Utley
- Hechtia glomerata Zuccarini
- Hechtia guatemalensis Mez
- Hechtia iltisii Burt-Utley & J. Utley
- Hechtia jaliscana L.B. Smith
- Hechtia laevis L.B. Smith
- Hechtia lanata L.B. Smith
- Hechtia laxissima L.B. Smith
- Hechtia lindmanioides L.B. Smith
- Hechtia lundelliorum L.B. Smith
- Hechtia lyman-smithii Burt-Utley & J. Utley
- Hechtia malvernii Gilmartin
- Hechtia marnier-lapostollei L.B. Smith
- Hechtia matudae L.B. Smith
- Hechtia melanocarpa L.B. Smith
- Hechtia mexicana L.B. Smith
- Hechtia montana Brandegee
- Hechtia mooreana L.B. Smith
- Hechtia nuusaviorum Espejo & López-Ferrari
- Hechtia pedicellata S. Watson
- Hechtia perotensis I. Ramírez & Martínez-Correa
- Hechtia podantha Mez
- Hechtia pretiosa Espejo & López-Ferrari
- Hechtia pumila Burt-Utley & J. Utley
- Hechtia reflexa L.B. Smith
- Hechtia reticulata L.B. Smith
- Hechtia rosea E. Morren ex Baker
- Hechtia roseana L.B. Smith
- Hechtia schottii Baker ex Hemsley
- Hechtia sphaeroblasta B.L. Robinson
- Hechtia stenopetala Klotzsch
- Hechtia suaveolens E. Morren ex Mez
- Hechtia subalata L.B. Smith
- Hechtia texensis S. Watson
- Hechtia tillandsioides (André) L.B. Smith
- Hechtia zacatecae L.B. Smith
- Hechtia zamudioi Espejo, López-Ferrari & I. Ramírez